# Hudson Highlands

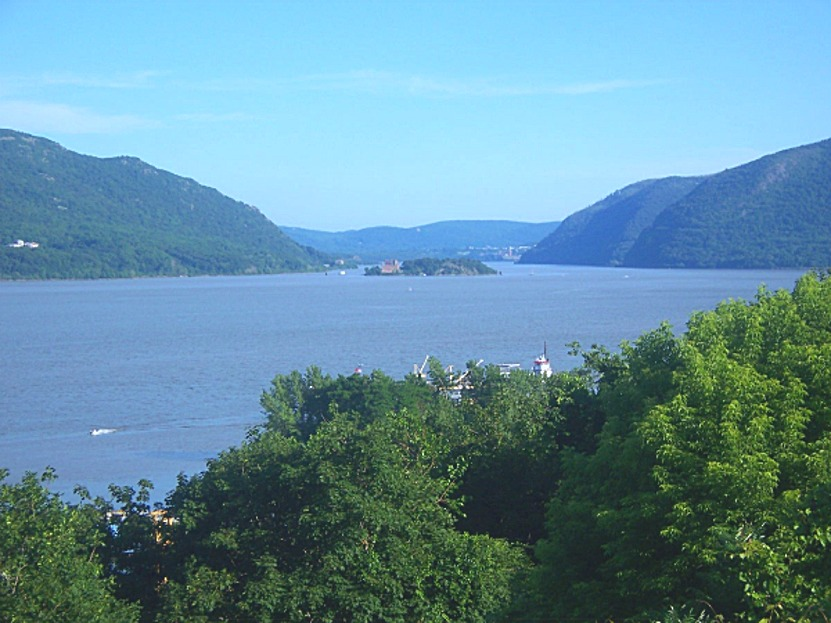
Wind Gate, l'entrée nord des Hudson Highlands vue depuis Newburgh. Le Breakneck Ridge est sur la gauche, le mont Storm King sur la droite et l'île Pollepel est au centre du fleuve Hudson. L'Académie militaire de West Point est visible au fond.

Les Hudson Highlands sont des montagnes situées sur chaque rive du fleuve Hudson dans l'État de New York, aux États-Unis. S'élevant plus précisément entre la baie de Newburgh et la baie de Haverstraw, elles forment la région nord des New York – New Jersey Highlands.
L'Hudson pénètre dans cette région au sud près du mont Dunderberg et Stony Point et au nord dans les environs du mont Storm King et Breakneck Ridge, près de Cornwall.

## Montagnes
- Est (du nord au sud)
  - Sour Mountain
  - Beacon Mountain
  - Scofield Ridge
  - North Sugarloaf
  - Breakneck Ridge
  - Bull Hill (aussi connu comme le « mont Taurus »)
  - South Redoubt and North Redoubt
  - Sugarloaf Hill
  - White Rock
  - Canada Hill
  - Anthony's Nose
- Ouest (du nord au sud)
  - Mont Storm King
  - Crow's Nest
  - Popolopen
  - Bear Mountain
  - West Mountain
  - Bald Mountain
  - Dunderberg Mountain